# گال (یکا)

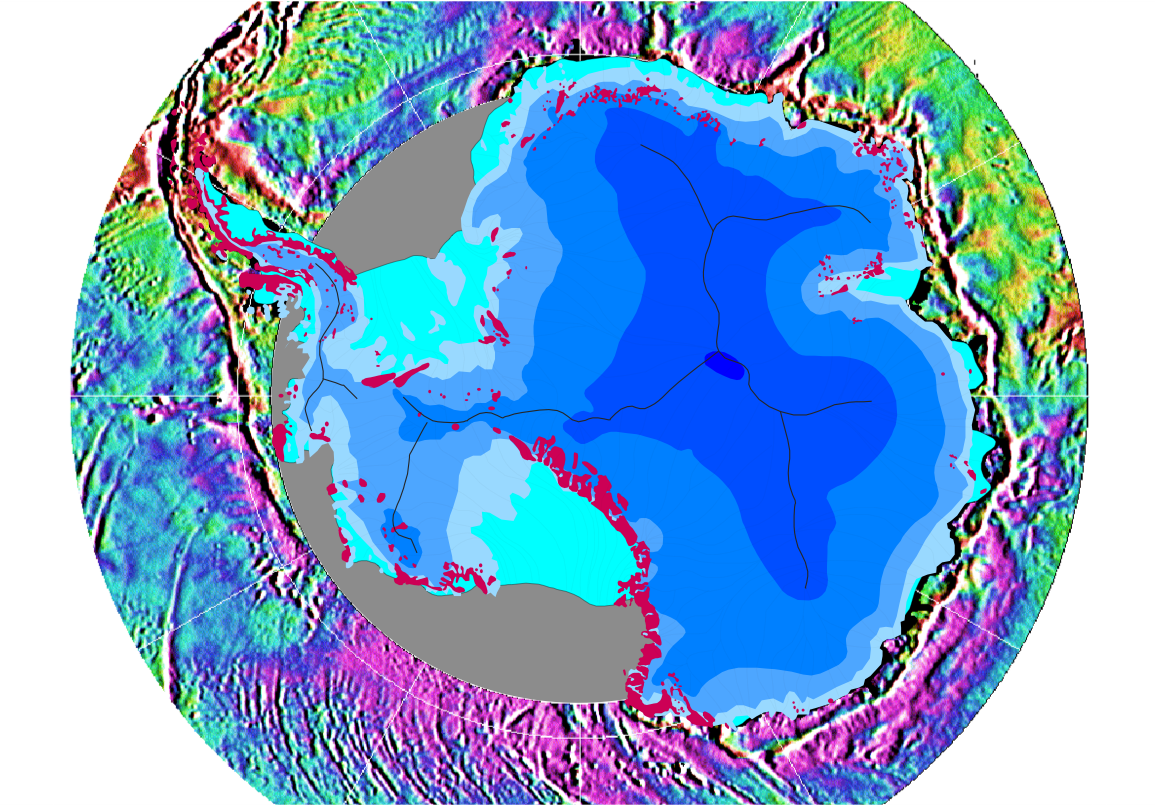
ناهمسانی گرانشی در اقیانوس منجمد جنوبی در این جا با رنگ دروغین نشان داده شده است. دامنهٔ منفی ۳۰ میلی گال با رنگ سرخابی و مثبت ۳۰ میلی گال با رنگ قرمز نمایش داده شده است.

گال که گاهی گالیله هم گفته می‌شود، با نماد Gal نشان داده می‌شود و واحد اندازه‌گیری شتاب است و به طور گسترده‌ای در علم ثقل سنجی استفاده می‌شود.
گال به صورت یک سانتی متر بر مجذور ثانیه محاسبه می‌شود(۱ cm/s2). میلی گال(mGal) و میکروگال(µGal) به ترتیب یک هزارم و یک میلیونیوم گال است.

## تبدیلات
هر هزار گال برابر یک g میباشد